# 钋化物

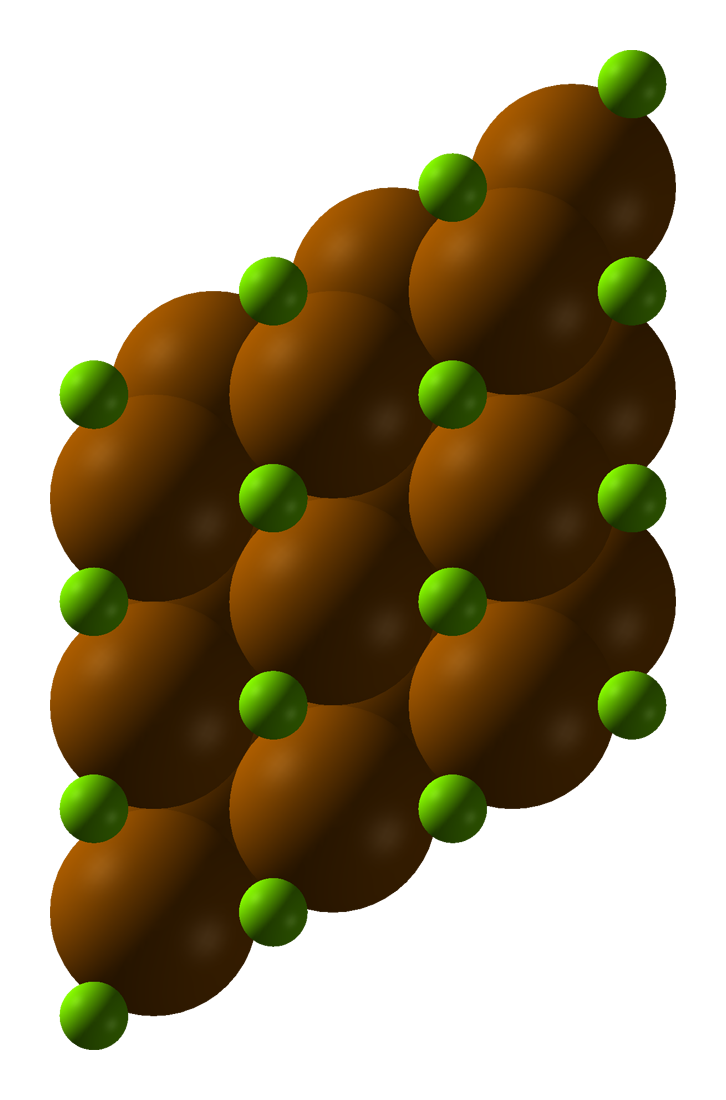
钋化镁的晶体结构： Mg^{2+} 离子是绿色的，而 Po^{2−} 是棕色的。

钋化物是一类化合物，由放射性元素钋和任何一种电负性比钋低的化学元素組成。钋化物一般由钋和其它元素在 300–400 °C化合而成。它们是钋最稳定的化合物，可以被分为以下两种：
- 离子型钋化物，含有 Po2− 阴离子。
- 金属间钋化物，成键更复杂。

一些钋化物介于两者之间，还有一些是非整比化合物。含钋合金也被归类为钋化物。在元素周期表中，钋位于碲之下，因此钋化物和碲化物的性质较类似。